# Hieronymus Frobenius (livreiro)
Hieronymus Frobenius (1501-1563) (* Basileia, 6 de Agosto de 1501 † Basileia, 13 de Março de 1563) foi editor e livreiro suíço, filho do tipógrafo suíço Johannes Frobenius (1460-1527) e pai de Ambrosius Frobenius (1537-1602).

## Obras e Edições
- Hieronymus Frobenius amico lectori S. D. C. Plinii Secundi Historia mundi, denuo sic emendata, ut in superiori aeditione ... prae hac dormitatum viderit possit ... in hac ... vicimus nos ipsos, potissimum adjuti tribus ... pervetustis exemplaribus ... nonnihil etiam Beati Rhenani doctissimis annotationibus ... Adjunctus est index copiosissimus. ..., mit Holzschnittinitialen von Hans Holbein, Basileia 1530
- Nouum Testamentum iam quintum accuratissima cura recognitum, Desiderius Erasmus; Hieronymus Froben; Nicolaus Episcopius; Ernst Salomon Cyprian (1673-1745); Biblioteca do Seminário Teológico de Auburn
- Diogenous Laertiou Peri biōn dogmatōn kai apophthegmatōn tōn en philosophia eudokimēsantōn biblia deka ... = Diogenis Laertij De uitis, decretis, & responsis celebrium philosophorum libri decem, nunc primum excusi, Diogenes Laertius; Hieronymus Froben; Nicolaus Episcopius
- Autores historiae ecclesiasticae : Pamphili Caesariensis episcopi libri nouem, Ruffino interprete. Ruffini presbyteri Aquileiensis, libri duo. Item ex Theodorito episcopo Cyrensi, Sozomeno, & Socrate Constantinopolitano libri duodecim, uersi ab Epiphanio Scholastico, adbreuiati per Casiodorum Senatorem, unde illis Tripartitae historiae uocabulum, Rufinus, of Aquileia; Theodoret, Bishop of Cyrrhus.; Sozomen; Socrates Scholasticus; Epiphanius Scholasticus.
- C. Plinii Secundi Historiae mundi libri XXXVII, Plínio, o Velho; Hieronymus Froben; Nicolaus Episcopius (1501-1563); Sigmund Gelen (1497-1554)
- Ammiani Marcellini Rerum gestarum libri XVIII adecimo quarto ad trigesimum primum, nam XIII priores desiderantur. Quanto vero castigatior hic scriptor nunc prodeat ex Hieronymi Frobenii epistola, quam hac de causa addimus, cognosces... / Paris : Robert Estienne , 1544
- Dictionarium hebraicum, jam ultimo ab authore Sebastiano Munstero recognitum, & ex rabinis, praesertim ex radicibus David Kimhi, auctum & locupletatum. / (Basileae) : Froben. , M D XLVIII obra (em latim) e (em hebraico)
- Bermannus, sive de re metallica dialogus, 1530, Georgius Agricola (1494-1555)